# Aurelio García y García

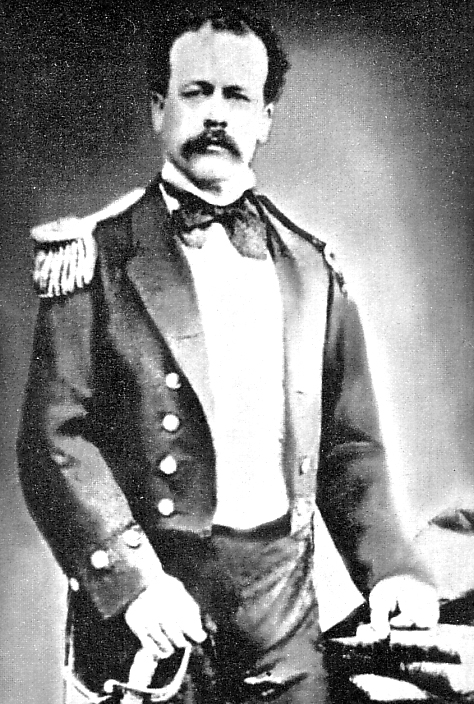
Aurelio García y García

Aurelio García y García (* 1834 in Lima, Peru; † 1888 in Callao, Peru) war Konteradmiral der peruanischen Marine.

## Familie
Garcia y Garcia wurde 1834 als drittes von sieben Kindern der Eheleute José Antonio García González und Josefa García Urrutia in Lima geboren. 1864 heiratete er Teresa Lastres Riglos, mit der er sieben Kinder (Héctor, María Teresa, Nicanor, Elena, Angélica, Lucila, Mercedes und Aurelio García y Lastres) hatte.

## Politische und militärische Karriere
Ab 1852 war Garcia y Garcia Seemann in der peruanischen Kriegsmarine und in der Handelsflotte. 1856 gehörte er zu der Mannschaft, die das in Großbritannien gebaute Dampfkriegsschiff Tumbes nach Peru überführte. 1862 wurde es Kommandant der Brigantine Admiral Guise, 1865 Kommandant des Panzerschiffs Independence.
1872 nahm Garcia y Garcia für Peru diplomatische Beziehungen mit Japan und China auf.

## Salpeterkrieg
Während des Salpeterkriegs 1879 bis 1884 war Garcia y Garcia Kommandant der zweiten Marineabteilung (Segunda División Naval), die aus der Korvette Union und dem Kanonenboot Pilcomayo bestand. 1881 wurde er in den Schlachten von San Juan und Miraflores verwundet. Er nahm als peruanischer Delegierter an den erfolglosen Friedensgesprächen zwischen Peru und Chile aus der USS Korvette Lackawana teil. 